# Neruda godmani
Neruda godmani é uma borboleta neotropical da família Nymphalidae e subfamília Heliconiinae, endêmica do noroeste da Colômbia em altitudes entre o nível médio do mar e 1.200 metros; com seus indivíduos voando á meia-altura do solo. Foi classificada por Otto Staudinger, com a denominação de Heliconius godmani, no ano de 1882; descrita no texto On three new and interesting species of Rhopalocera, publicado nos Proceedings of the Zoological Society of London. Suas lagartas são gregárias e se alimentam de plantas dos gêneros Dilkea e Mitostemma (família Passifloraceae).

## Descrição
Esta espécie, vista por cima, possui as suas asas moderadamente longas e estreitas, de coloração predominante em castanho aveludado enegrecido, em cada par de asas anteriores, e com um desenho alaranjado na região central de suas asas posteriores; com padrões característicos de manchas claras. Este desenho é um padrão mimético mülleriano do noroeste da América do Sul (na região da cordilheira dos Andes), envolvendo esta espécie e Heliconius hecalesia (gênero Heliconius).